# Nesiotites hidalgo
Nesiotites hidalgo és una musaranya gimnèsica extinta. Abans de l'arribada dels humans, a Mallorca i Menorca hi havia una musaranya autòctona. Fou descrita per Miss Dorothea Minola Bate l'any 1945 amb el nom de Nesiotites hidalgo. Era un insectívor (de la família Soricidae) de mida petita, amb llargària de cap i cos d'uns 6 cm i amb un pes aproximat de 20 g. Com a musaranya, però, era relativament grossa. Se n'han trobat restes fòssils a la Cova de Muleta, la Cova de Llenaire i la Cova de na Barxa, entre d'altres.